# Калязінський район
Калязінський район (рос. Калязинский район) — муніципальний район у складі Тверської області Російської Федерації.
Адміністративний центр — Калязін.

## Адміністративний устрій
До складу району входять одне міське та 4 сільських поселення:
1. Міське поселення — місто Калязін
2. Алфьоровське сільське поселення
3. Нерльське сільське поселення
4. Семендяєвське сільське поселення
5. Старобісловське сільське поселення